# Championnats d'Amérique du Sud d'athlétisme 1977
Navigation
Rio de Janeiro 1974 Bucaramanga 1979
Les 29e Championnats d'Amérique du Sud d'athlétisme ont eu lieu à Montevideo, en Uruguay.

## Résultats

### Épreuves masculines
| Épreuves | Or                             | Or                 | Argent                    | Argent          | Bronze                          | Bronze          |
| --- | ------------------------------ | ------------------ | ------------------------- | --------------- | ------------------------------- | --------------- |
| 100 mètres | Rui da Silva Brésil            | 10 s 3             | Katsuhiko Nakaia Brésil   | 10 s 4          | Miguel Sulbarán Venezuela       | 10 s 6          |
| 200 mètres | Rui da Silva Brésil            | 21 s 3             | Katsuhiko Nakaia Brésil   | 21 s 7          | Hipólito Brown Venezuela        | 22 s 1          |
| 400 mètres | Delmo da Silva Brésil          | 47 s 70            | Ariel Santolaya Chili     | 47 s 71         | Djalma de Oliveira Brésil       | 48 s 24         |
| 800 mètres | Agberto Guimarães Brésil       | 1 min 52 s 4       | Omar Amdematten Argentine | 1 min 52 s 8    | Ricardo Vigo Argentine          | 1 min 53 s 3    |
| 1 500 mètres | José González Venezuela        | 3 min 51 s 7       | Emilio Ulloa Chili        | 3 min 51 s 7    | Cosme do Nascimento Brésil      | 3 min 51 s 7    |
| 5 000 mètres | Domingo Tibaduiza Colombie     | 14 min 24 s 4      | Darcy Pereira Brésil      | 14 min 25 s 4   | Jairo Correa Colombie           | 14 min 26 s 0   |
| 10 000 mètres | Domingo Tibaduiza Colombie     | 29 min 44 s 2      | Aloisio de Araújo Brésil  | 29 min 57 s 0   | Carlos Alves Brésil             | 30 min 12 s 3   |
| Marathon | Héctor Rodríguez Colombie      | 2 h 19 min 56 s    | Víctor Rodríguez Colombie | 2 h 24 min 48 s | Elói Schleder Brésil            | 2 h 26 min 48 s |
| 3000 mètres steeple | Jairo Correa Colombie          | 9 min 00 s 5       | Lucirio Garrido Venezuela | 9 min 01 s 5    | Abel Córdoba Argentine          | 9 min 13 s 0    |
| 110 mètres haies | Oscar Marín Venezuela          | 15 s 0             | Jesús Villegas Colombie   | 15 s 0          | Carlos dos Santos Brésil        | 15 s 2          |
| 400 mètres haies | Moisés Zambrano Venezuela      | 53 s 7             | Donizete Soares Brésil    | 54 s 1          | Joelmerson de Carvalho Brésil   | 54 s 4          |
| Saut en hauteur | Iraja Cecy Brésil              | 2,05 m             | Luis Arbulú Pérou         | 2,00 m          | Luis Barrionuevo Argentine      | 2,00 m          |
| Saut à la perche | Renato Bortolocci Brésil       | 4,40 m             | Tito Steiner Argentine    | 4,30 m          | Fernando Hoces Chili            | 4,10 m          |
| Saut en longueur | João Carlos de Oliveira Brésil | 7,95 m CR          | Hugo Meriano Argentine    | 7,31 m          | Ronald Raborg Pérou             | 7,22 m          |
| Triple saut | João Carlos de Oliveira Brésil | 16,40 m            | Ángel Gagliano Argentine  | 15,15 m         | Francisco Pichott Chili         | 14,87 m         |
| Lancer du poids | José Carbolante Brésil         | 16,83 m            | José Carreño Venezuela    | 15,70 m         | José Jacques Brésil             | 15,62 m         |
| Lancer du disque | Sérgio Thomé Brésil            | 52,24 m            | Modesto Barreto Colombie  | 50,64 m         | José Jacques Brésil             | 46,42 m         |
| Lancer du marteau | Daniel Gómez Argentine         | 64,66 m CR         | Celso de Moraes Brésil    | 63,52 m         | Ivam Bertelli Brésil            | 63,40 m         |
| Lancer du javelot | Mario Sotomayor Colombie       | 66,96 m            | Paulo de Faría Brésil     | 66,50 m         | Ramón Ángel Garmendia Argentine | 65,72 m         |
| Décathlon | Tito Steiner Argentine         | 7411 pts           | Renato Bortolocci Brésil  | 7076 pts        | Ramón Montezuma Venezuela       | 6976 pts        |
| 20 kilomètres marche | Enrique Peña Colombie          | 1 h 37 min 21 s CR | Osvaldo Morejón Bolivie   | 1 h 39 min 23 s | Rafael Vega Colombie            | 1 h 40 min 14 s |
| Relais 4 × 100 mètres | Brésil                         | 41 s 4             | Venezuela                 | 41 s 7          | Uruguay                         | 42 s 1          |
| Relais 4 × 400 mètres | Brésil                         | 3 min 15 s 1       | Venezuela                 | 3 min 17 s 4    | Chili                           | 3 min 23 s 1    |
| Records et Performances - AR : Record continental (area record) - CR : Record des championnats (championship record) - MR : Record du meeting (meet record) - NR : Record national (national record) - OR : Record olympique (olympic record) - PR : Record paralympique (paralympic record) - PB : Record personnel (personal best) - SB : Meilleure performance personnelle de la saison (season's best) - WL : Meilleure performance mondiale de l'année (world leader) - WJR : Record du monde junior (world junior record) - WR : Record du monde (world record) Circonstances et Conditions - DNF : N'a pas terminé (did not finish) - DNS : N'a pas pris le départ (did not start) - DQ : Disqualification (disqualification) - NM : Aucun essai valable enregistré (No Mark) - Q : Qualifié « directement » au prochain tour (ou à la prochaine compétition), lors d'une compétition majeure, grâce au classement ou à la réalisation des minima (automatic qualifier) - q : Qualifié au prochain tour (ou à la prochaine compétition), lors d'une compétition majeure, grâce au repêchage ou à la réalisation de l'une des meilleures performances parmi celles des « non qualifiés directement » (grâce au meilleur temps ou à la meilleure distance par exemple) (secondary qualifier) |                                |                    |                           |                 |                                 |                 |

### Épreuves féminines
| Épreuves | Or                          | Or           | Argent                      | Argent       | Bronze                                     | Bronze       |
| --- | --------------------------- | ------------ | --------------------------- | ------------ | ------------------------------------------ | ------------ |
| 100 mètres | Beatriz Allocco Argentine   | 11 s 97      | Beatriz Capotosto Argentine | 12 s 20      | Carmela Bolívar Pérou Carla Herencia Chili | 12 s 27      |
| 200 mètres | Beatriz Allocco Argentina   | 24 s 7       | Sueli Machado Brésil        | 25 s 2       | Flavia Villar Chili                        | 25 s 3       |
| 400 mètres | Eucaris Caicedo Colombie    | 55 s 3       | Adriana Marchena Venezuela  | 56 s 48      | Marcela López Espinosa Argentine           | 56 s 69      |
| 800 mètres | Alejandra Ramos Chili       | 2 min 12 s 3 | Adriana Marchena Venezuela  | 2 min 15 s 8 | Aparecida Adão Brésil                      | 2 min 15 s 8 |
| 1 500 mètres | Alejandra Ramos Chili       | 4 min 39 s 8 | Maria Dias Brésil           | 4 min 46 s 8 | Mery Rojas Bolivie                         | 4 min 46 s 8 |
| 100 mètres haies | Edith Noeding Pérou         | 14 s 47      | Themis Zambrzycki Brésil    | 14 s 76      | Maria Luisa Betioli Brésil                 | 14 s 80      |
| Saut en hauteur | Maria Luisa Betioli Brésil  | 1,80 m CR    | Beatriz Bonfim Brésil       | 1,70 m       | Beatriz Arancibia Chili                    | 1,60 m       |
| Saut en longueur | Yvonne Neddermann Argentine | 5,65 m       | Themis Zambrzycki Brésil    | 5,49 m       | Conceição Geremias Brésil                  | 5,49 m       |
| Lancer du poids | Maria Boso Brésil           | 13,80 m      | Lorena Prado Chili          | 13,26 m      | Marinalva dos Santos Brésil                | 12,59 m      |
| Lancer du disque | Odete Domingos Brésil       | 51,56 m CR   | Thea Reinhardt Brésil       | 49,68 m      | Patricia Andrus Venezuela                  | 40,86 m      |
| Lancer du javelot | Patricia Guerrero Pérou     | 45,46 m      | Neuza Trolezzi Brésil       | 42,92 m      | Magali Lopes Brésil                        | 41,18 m      |
| Pentathlon | Conceição Geremias Brésil   | 3863 pts     | Themis Zambrzycki Brésil    | 3856 pts     | Yvonne Neddermann Argentine                | 3425 pts     |
| Relais 4 × 100 mètres | Argentine                   | 46 s 7       | Chili                       | 47 s 8       | Brésil                                     | 47 s 8       |
| Relais 4 × 400 mètres | Brésil                      | 3 min 49 s 7 | Argentine                   | 3 min 53 s 4 | Venezuela                                  | 3 min 55 s 2 |
| Records et Performances - AR : Record continental (area record) - CR : Record des championnats (championship record) - MR : Record du meeting (meet record) - NR : Record national (national record) - OR : Record olympique (olympic record) - PR : Record paralympique (paralympic record) - PB : Record personnel (personal best) - SB : Meilleure performance personnelle de la saison (season's best) - WL : Meilleure performance mondiale de l'année (world leader) - WJR : Record du monde junior (world junior record) - WR : Record du monde (world record) Circonstances et Conditions - DNF : N'a pas terminé (did not finish) - DNS : N'a pas pris le départ (did not start) - DQ : Disqualification (disqualification) - NM : Aucun essai valable enregistré (No Mark) - Q : Qualifié « directement » au prochain tour (ou à la prochaine compétition), lors d'une compétition majeure, grâce au classement ou à la réalisation des minima (automatic qualifier) - q : Qualifié au prochain tour (ou à la prochaine compétition), lors d'une compétition majeure, grâce au repêchage ou à la réalisation de l'une des meilleures performances parmi celles des « non qualifiés directement » (grâce au meilleur temps ou à la meilleure distance par exemple) (secondary qualifier) |                             |              |                             |              |                                            |              |

## Tableau des médailles
| Rang | Nation    | Or | Argent | Bronze | Total |
| ---- | --------- | -- | ------ | ------ | ----- |
| 1    | Brésil    | 17 | 16     | 15     | 48    |
| 2    | Colombie  | 7  | 3      | 2      | 12    |
| 3    | Argentine | 6  | 6      | 6      | 18    |
| 4    | Venezuela | 3  | 6      | 5      | 14    |
| 5    | Chili     | 2  | 4      | 6      | 12    |
| 6    | Pérou     | 2  | 1      | 2      | 5     |
| 7    | Bolivie   | 0  | 1      | 1      | 2     |
| 8    | Uruguay   | 0  | 0      | 1      | 1     |